# Fiat Sport
Fiat Sport ist die Bezeichnung eines Pkws des italienischen Herstellers Fiat aus dem Jahr 1942. Der Sportwagen wurde lediglich dreimal gebaut und ist daher als Prototyp einzuordnen. Von den drei gebauten Fahrzeugen ist nur noch die Existenz eines Exemplars bekannt, welches sich seit Mitte der 1980er Jahre als Exponat im Automuseum Engstingen befindet.

## Geschichte

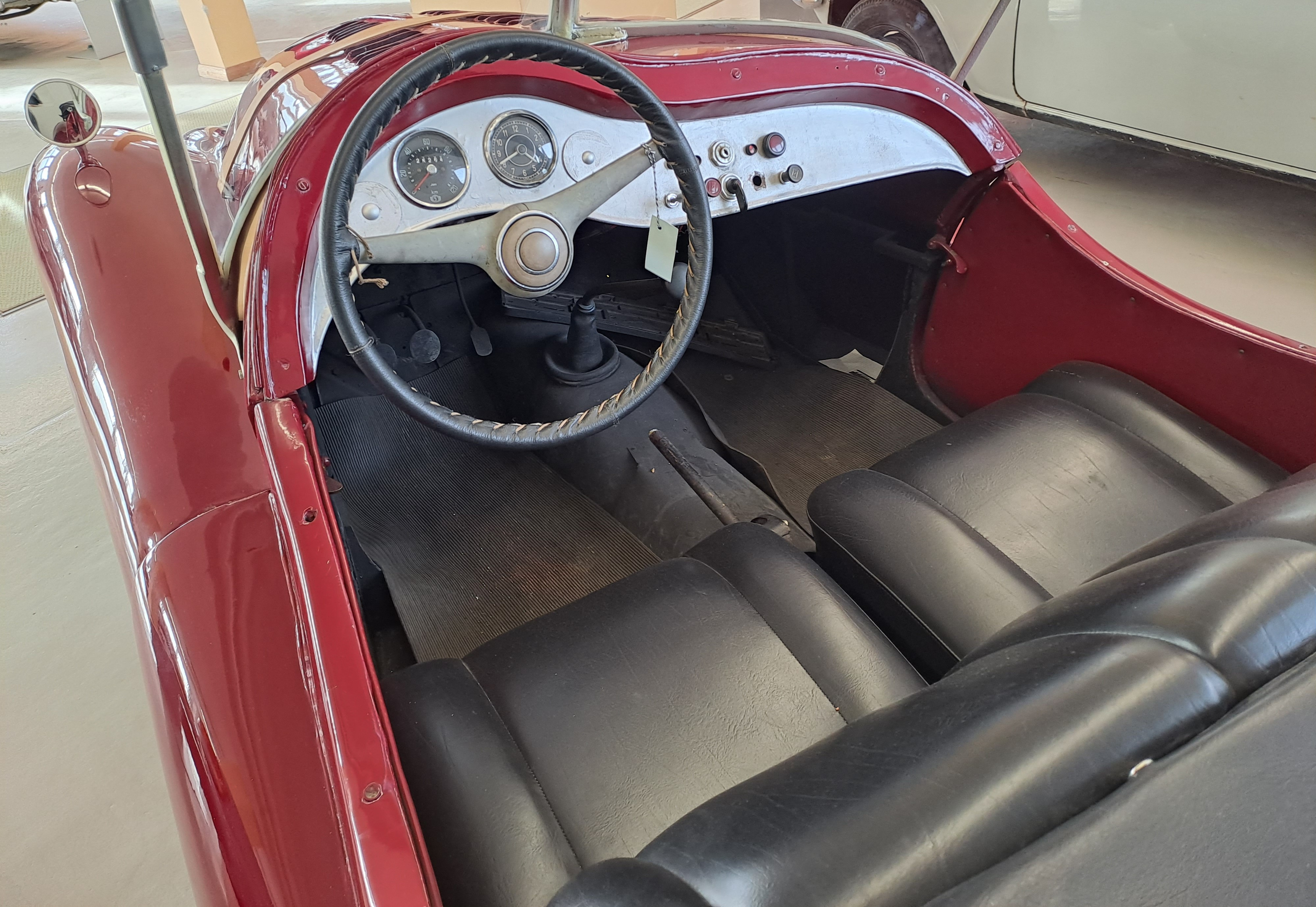
Der Innenraum des Wagens (Zustand im Jahr 2024)

Der Fiat Sport wurde 1942 bei Fiat in Turin in einer Stückzahl von drei Fahrzeugen gebaut. Der zweisitzige Sportwagen wurde nie in Serie produziert oder als Rennfahrzeug eingesetzt. Die Gründe, warum es nicht zur Serienproduktion des mitten im Zweiten Weltkrieg entstandenen Fahrzeugs kam, sind unbekannt, ebenso der Verbleib der zwei anderen Exemplare.
Erster namentlich genannter Besitzer des einzig bekannten Fiats Sport war der Unternehmer und Autosammler Siegfried Stotz († 1987), der seit 1974 ein Automuseum in Ödenwaldstetten bei Hohenstein betrieb und den Wagen dort ausstellte. Gefunden wurde das Fahrzeug laut damaligen Angaben des Museums im schlechten Zustand auf einem Schrottplatz bei Wien. Es erhielt anschließend eine sechsmonatige Restaurierung und stand für Stotz in den folgenden Jahren unter anderem für Oldtimer-Rallys im Einsatz.
1986 zog die Sammlung Stotz und somit auch der Fiat Sport in eine ehemalige Strickwarenfabrik in Engstingen. Die neuen Räumlichkeiten wurden 1987 der Öffentlichkeit zugänglich gemacht. Nach dem Tod von Siegfried Stotz ging das Fahrzeug in den Besitz der Gemeinde über.
In einem Artikel der Fachzeitschrift auto motor und sport aus dem Jahr 1992 wird der Fiat Sport als „absolut fahrbereit“ bezeichnet. Um 1987 oder 1988 brach die Kardanwelle des Wagens, weshalb das Museum den Hersteller Fiat für eine mögliche Reparatur kontaktierte. Fiat zeigte Interesse an dem Fahrzeug und wollte es der Gemeinde abkaufen, was der damalige Bürgermeister jedoch ablehnte.
Mit der geplanten Schließung des Automuseums am Ende der Saison 2024 sind der zukünftige Standort und der Besitzer des Fiat Sport ungewiss.

## Beschreibung

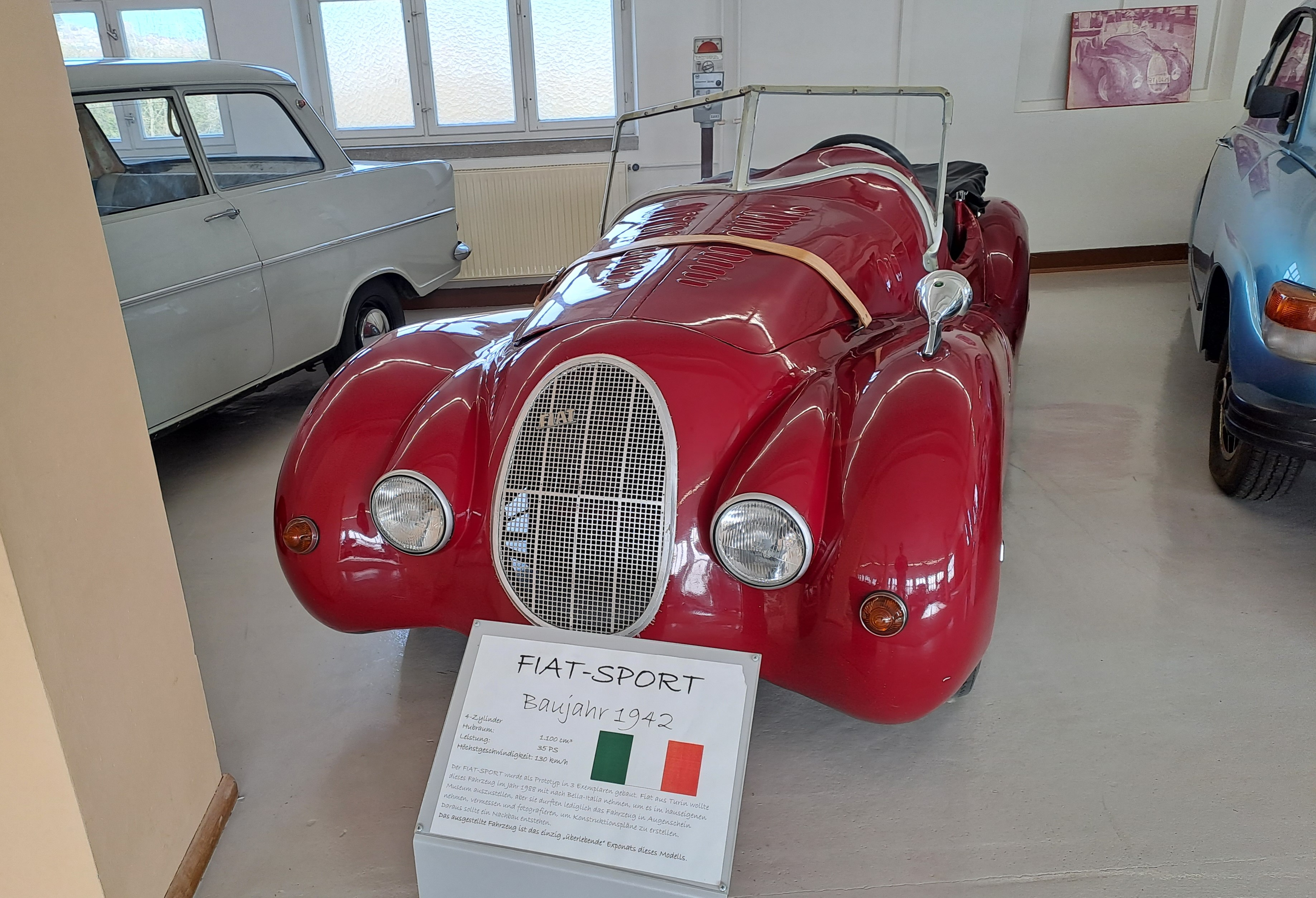
Front (im Hintergrund ein Foto des Fahrzeugs während einer Oldtimer-Rallye)
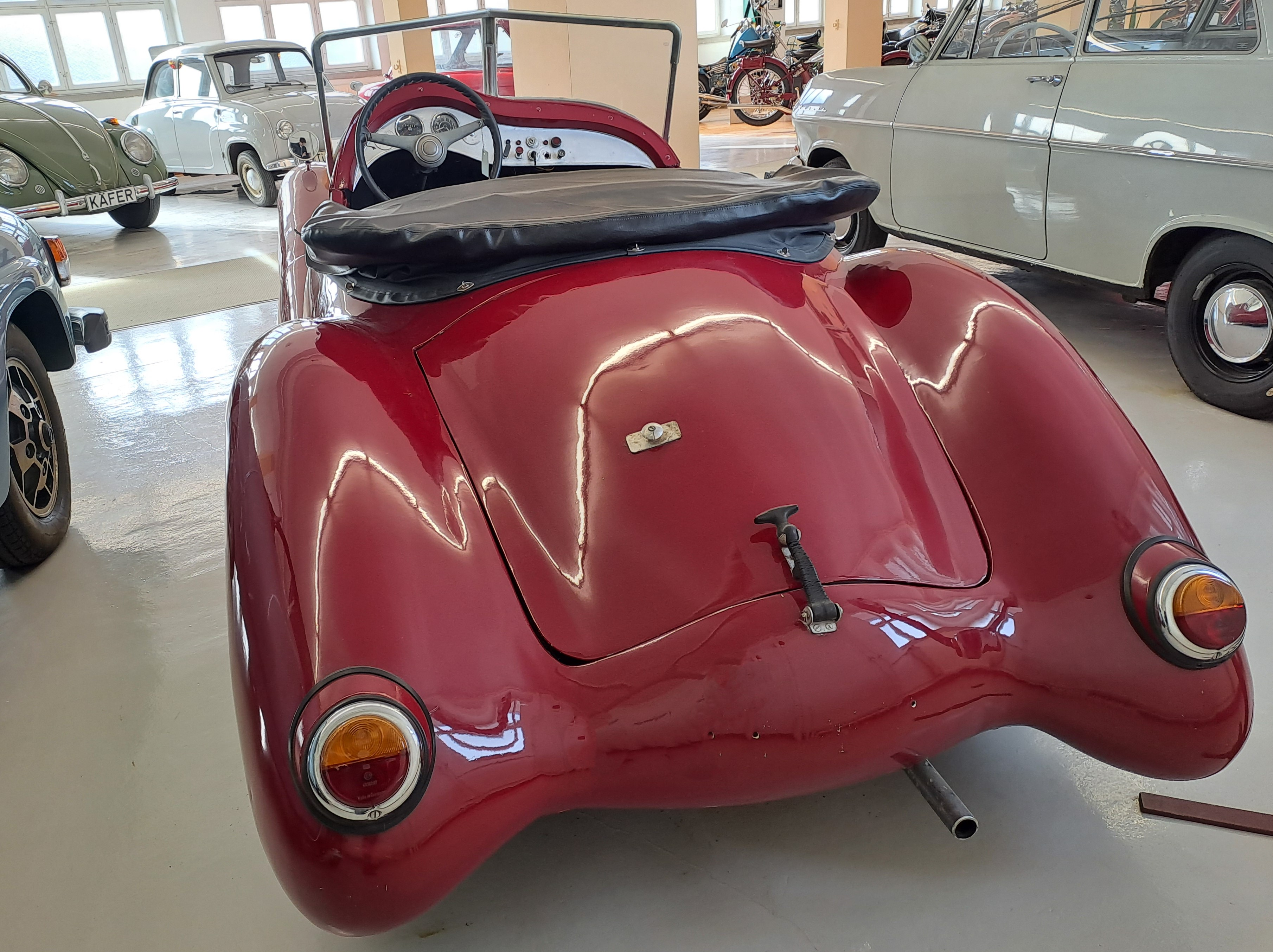
Heck des Wagens
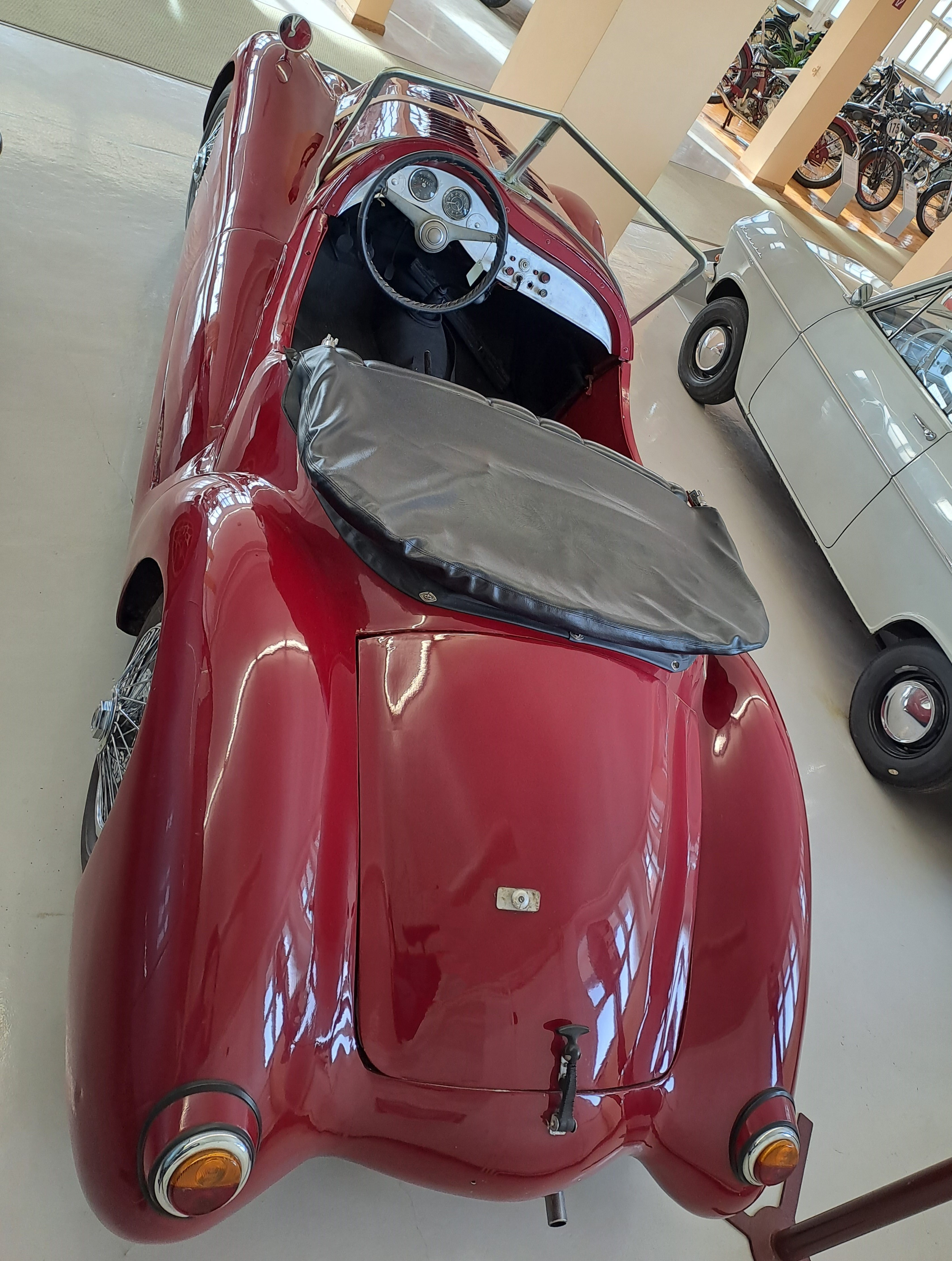
Blick von oben

Das rot lackierte, letzte bekannte Exemplar des Fiat Sport hat laut Angaben des Automuseums Engstingen einen Vierzylindermotor mit einer Leistung von 35 PS (etwa 25,74 kW). Die Höchstgeschwindigkeit soll 130 km/h betragen. Der Wagen wurde als offener Zweisitzer mit Cabrioverdeck konstruiert.
Der Fiat Sport erhielt unter seinen früheren Eigentümern mehrere Modifikationen durch Restaurierungen sowie Umbauten für den Weiterbetrieb bis in die 1990er Jahre und befindet sich mithin nicht mehr im Originalzustand. Erneuert wurden im Laufe der Jahre unter anderem die Räder, die Sitze sowie das Verdeck. Auch ein über die Motorhaube gespannter Lederriemen zu deren Sicherung und der Fiat-Schriftzug am Kühlergrill (an dem auf Fotos des Fahrzeugs während seiner Zeit im Museum Ödenwaldstetten in der Mitte noch ein rundes Fiat-Emblem befestigt war) wurden nachträglich hinzugefügt.